# Tweek x Craig
Tweek x Craig is de zesde aflevering van het negentiende seizoen van de Amerikaanse televisieserie South Park. De aflevering werd voor het eerst uitgezonden op 28 oktober 2015 en is een parodie op slash, yaoi, acceptatie van homoseksualiteit en politieke correctheid.

## Verhaal
De nieuwe rector en Wendy organiseren een tentoonstelling van tekeningen van de Aziatische studenten op de school. De studenten blijken tekeningen van Tweek en Craig te hebben gemaakt waarin ze in manga-stijl worden afgebeeld als homoseksueel koppel met licht erotische ondertonen (yaoi). Iedereen wil politiek correct zijn, vindt het geweldig, iedereen feliciteert de ouders van beide jongens, en de rector geeft ze voorlichting over hun relatie. Alleen Craig en Tweek balen als een stekker want ze zijn geen homo's en hebben geen relatie.
Stan, Eric, Kyle en Kenny zijn ook zeer verbaasd en als Stan zijn vader Randy vraagt wat er aan de hand is concludeert deze dat Aziaten blijkbaar door homoseksuele tekeningen te maken bepalen wie er homo is en wie niet. Eric vraagt daarentegen zijn denkbeeldige Cupido alter ego 'Cupid Me' (uit de aflevering Cartman Finds Love) om Craig en Tweek met hun relatie te helpen wat deze graag doet omdat hij stiekem verliefd is op Eric. Eric wil hier niets van weten want hij is niet homo. Dit breekt het hart van 'Cupid Me'. De volgende dag leiden de spanningen tussen Craig en Tweek tot een vechtpartij maar de school doet het af als 'ruzie binnen een stelletje' en stuurt de jongens zonder straf naar huis. Intussen blijkt dat ook Craigs vader problemen heeft met de 'homoseksualiteit' van zijn zoon, ondanks alle felicitaties.
Randy, die er nog steeds niets van begrijpt, belt de Chinese president Xi Jinping op, die woedend reageert dat niet de Chinezen maar de Japanners zulke rare cartoons maken, en gaat vervolgens tekeer over de verkrachting van Nanjing. Ondertussen overtuigt Craig Tweek het spelletje mee te spelen maar het vervolgens in het openbaar 'uit te maken', zodat de Aziatische studenten niets meer hebben om over te schrijven. Tweek dramatiseert echter en gaat te ver, waarbij hij doet alsof Craig is vreemdgegaan met een zekere 'Michael'. Hierdoor heeft iedereen een hekel aan Craig en maken de Aziaten nog meer yaoi-art over de breuk in de relatie. Deze tekeningen zijn somber en bitter. Iedereen is hierdoor verdrietig en depressief.
Eric Cartman meent dat het slechts goed kan komen als Craig en Tweek weer een stelletje worden. Daarvoor heeft hij Cupid Me nodig, en hij gaat naar een homobar om het denkbeeldige homoseksuele liefesengeltje te overtuigen de twee weer samen te brengen in ruil voor een date met hem. Cupid Me schiet een pijl op Craigs vader die hierdoor tot inkeer komt en Craigs 'homoseksualiteit' accepteert. Craig en Tweek besluiten dan toch maar (weer) een stelletje te worden, gaan hand in hand lopen en samen spelletjes spelen, en maken de hele stad weer gelukkig. Yaoi-art waarin de twee als gelukkig homokoppel worden geportretteerd vervangt de sombere tekeningen weer. Eric en Cupid Me hebben hun date waarbij Cupid Me Eric masseert en vervolgens seks probeert te hebben met hem. Eric protesteert tevergeefs en dan blijkt dat hij in werkelijkheid zit te masturberen op het toilet, waarbij hij wordt betrapt door zijn moeder.